# سميلجان بافيتش
سميلجان بافيتش (بالسلوفينية: Smiljan Pavič) مواليد 27 مايو 1980 في سلوفينج غرادتس، جمهورية يوغوسلافيا الاشتراكية الاتحادية، هو لاعب كرة سلة سلوفيني. بدأ مسيرته الاحترافية في سنة 1996. يلعب في الدوري السلوفيني لكرة السلة كلاعب وسط. يبلغ طوله 6 قدم 10 3⁄4 بوصة (2.1 م).

## المسيرة الاحترافية
لعب مع سلوفان من سنة 1999 إلى 2001، ثم لعب مع أوليمبيا من سنة 2003 إلى 2005، ثم لعب مع دومدجالي في موسم 2006–2007، ثم لعب مع بانفيت لكرة السلة في الدوري التركي في سنة 2007، ثم لعب مع إيه إي كي في موسم 2007–2008، ثم لعب مع إيه إس كي ريغا في سنة 2008، ثم لعب مع كركا في موسم 2008–2009.

## روابط خارجية
- سميلجان بافيتش على موقع الاتحاد الدولي لكرة السلة (الإنجليزية)
- سميلجان بافيتش على موقع الدوري الأوروبي لكرة السلة (الإنجليزية)
- سميلجان بافيتش على موقع كرة السلة الأوروبية.كوم (الإنجليزية)
- سميلجان بافيتش على موقع ريلجم (الإنجليزية)
- سميلجان بافيتش على موقع بروبوليرز (الإنجليزية)
- سميلجان بافيتش على موقع سبورتس رفرنس (الإنجليزية)